# همگرایی ساختمان روستا
همگرایی ساختمان روستا (VBC) یک رویداد سالانهٔ ۱۰ روزه است که در ماه می هر سال درپورتلند، اورگان و ایالات متحدهبرگزار می‌شود. این رویداد توسط پروژهٔ بازسازی شهر هماهنگ شده و متشکل از یک سری کارگاه آموزشی است که طراحی ساختمان طبیعی و پراماکالچر (permaculture) را در سایت‌های متعددی اطراف شهر ادغام می‌کند. بسیاری از کارگاه‌ها پیرامون «بازسازی تقاطع» متمرکز هستند که هدفشان تغییرشکل تقاطع خیابان‌ها به فضاهای تجمع عمومی می‌باشد.

## پیش‌زمینه
در سال ۱۹۹۶، همسایگان محلهٔ سلوود پورتلند در تقاطع نهم و شرت (Sherrett) یک ایستگاه چای، خانهٔ بازی کودکان و کتابخانهٔ عمومی را در گوشهٔ تقاطع برپا کرده و نام آن را «Share-It Square» نامیدند. مؤسسان اجتماعی پروژهٔ بازسازی شهر را بنا نهادند که در همان سال، در پی به اشتراک گذاشتن دیدگاه‌شان با جامعه بودند. در ژانویهٔ ۲۰۰۰، شورای شهر پورتلند حکم ۱۷۲۲۰۷ را اجرا کردند، که حکم بازسازی تقاطع‌ها بود، که به همسایگان اجازه می‌داد که مکان‌هایی برای تجمع عمومی را در تقاطع‌های خیایانی خاصی برپا کنند.

## سایت‌ها
اولین همگرایی ساختمان روستایی در می ۲۰۰۲ روی داد، و همگرایی ساختمانی طبیعی نامیده شد. در طول این تاریخ، VBC ایجاد بیش از ۷۲ ساختمان طبیعی و سایت پرماکالچر را در پورتلند هماهنگ نمود
که شامل کیوسک‌های اطلاعات، تقاطع‌های رنگ‌آمیزی شده،  نیمکت‌های چوبی و یک خانهٔ استرابل در روستای ویگنیتی بود. این سایت‌ها اساساً در ربع جنوب شرقی  پورتلند واقع شده بودند. بناسازان طبیعی در کل دنیا فعالیت‌هایی را در بسیاری از سایت‌های ساختمانی در همگرایی ساختمانی روستایی هماهنگ کردند. بیشتر کاری که در سایت‌ها روی می‌دهد توسط افراد داوطلب انجام می‌شود.

## کارگاه‌های آموزشی
VBC دارای یک سری کارگاه آموزشی است، که بسیاری از آنها برای عموم مردم رایگان است. موضوعات این کارگاه‌ها معمولاً با پایداری و ساختمان طبیعی مرتبط می‌باشد. کارگاه‌های آموزشی گذشته شامل درس‌های aikido، کشت  قارچ در فضای بسته، ایجاد bioswale و اجتماعات مسالمت‌آمیز بود.

## سخنرانان
VBC همچنین میزبان سخنرانانی در طول رویدادهای همگرایی‌اش می‌باشد. نمایش‌های همگرایی سال ۲۰۰۷ در دیسجکتا توسط  استارهاوک، مایکل لرتنر و پول استامتس انجام شد. نمایش‌های سال قبل توسط میلاک راجیم، توبی همنوی و جودی بلوهورم ارائه شد.

## برای کسب اطلاعات بیشتر به موضوعات زیر مراجعه کنید
- King Cob, Jennifer Anderson, Portland Tribune[پیوند مرده]
- Building community, one mural at a time, Stephen Beaven, اورگنین